# هائل سعيد أنعم
الحاج هائل سعيد أنعم  (1902 - 1990) من أبرز رجال المال والأعمال في اليمن ومؤسس مجموعة هائل سعيد أنعم. من مواليد 1323هـ في قرية قرض، عزلة الأعروق، بمديرية حيفان، محافظة تعز. درس القرآن الكريم في كتاب القرية وعمل بالزراعة والحياكة قبل أن يهاجر إلى عدن والقرن الأفريقي ثم فرنسا كبحار ثم عاملاً في أحد مصانعها لكنه عاد واستقر في عدن التي انطلقت تجارته منها في الاستيراد والتصدير.

## الانطلاقة
بعد رحلات الاغتراب المتعددة استقر الحاج هائل سعيد أنعم في مدينة عدن عام 1938م وبدأ في مزاولة التجارة من خلال متجر في منطقة المعلا وفي العام 1952م توسع في أعماله فبدأ في تصدير المنتجات اليمنية الزراعية والحيوانية واستيراد بعض السلع الأجنبية التي كانت مقتصرة على التجار الأجانب في مستعمرة عدن.

## المساهمة السياسية
شارك الحاج هائل سعيد أنعم في تمويل ثورة 26 سبتمبر 1962م في شمال اليمن وتجهيز المتطوعين للانضمام للحرس الوطني مما دفع بالمندوب السامي البريطاني إلى إبعاده من عدن فعاد إلى تعز.

## التصنيع
يرتبط اسم الحاج هائل سعيد أنعم ومجموعته بالنشاط الصناعي الرائد في اليمن الذي بدأ من بداية السبعينيات في تعز واستمر فيما بعد لتتوسع في العديد من المحافظات اليمنية وبلدان أخرى.